# Ministerio de Modernización (Argentina)
El Ministerio de Modernización fue uno de los ministerios nacionales de la Argentina desde el 10 de diciembre de 2015 hasta septiembre de 2018.
Fue creado por el presidente Mauricio Macri, quien nombró como titular a Andrés Ibarra. Se basó en un organismo creado durante su propio mandato en la Jefatura de Gobierno de la Ciudad de Buenos Aires desde diciembre de 2011, y que fue replicado por la gobernadora de la provincia de Buenos Aires, María Eugenia Vidal, mediante una modificación a la ley de ministerios de dicha provincia.
El 17 de julio de 2017, mediante el Decreto de Necesidad y Urgencia N° 513/2017, absorbió las tareas administrativas del desaparecido ministerio de Comunicaciones.
El 5 de septiembre de 2018, tras tres años el presidente Macri degradó el ministerio al rango de secretaría dentro de la Jefatura de Gabinete de Ministros. Los cambios se dieron en una modificación del gabinete nacional que redujo de 22 a 10 la cantidad de ministerios.
El ministerio fue criticado por la contratación de familiares y militantes sin concurso y sin experiencia.

## Características
La cartera de Modernización se caracterizó por haber montado una gran estructura burocrática. Desde su creación el ministerio se amplió con más secretarías, subsecretarías y direcciones. Se ha criticado al ministerio por la creación de decenas de cargos "gerenciales", mientras que por otro lado ponía fin a casi 11 mil contratos. Posee 4 secretarías, 9 subsecretarías y 69 direcciones, todos con sus respectivos nombramientos, algunos por fuera de lo que impone el SINEP. En total, unos 42 de esos funcionarios, fueron designados en forma "excepcional". Eso representa poco más del 50% de los cargos "políticos". en su nuevo ministerio creó 4 secretarías, 9 subsecretarías, 19 direcciones y oficinas nacionales, y casi 90 coordinaciones.
Fue objeto de críticas por el reparto de cargos entre familiares del ministro Ibarra en febrero de 2016 en medio de despidos masivos en el Estado. El ministro Ibarra nombró a su esposa sin conscurso y vía decreto como Directora de Relaciones Institucionales de Radio Televisión Argentina, un cargo que debería haber sido concursado, con un sueldo cercano a los 100 mil pesos mensuales pese a no haber concursado y no tener experiencia en el área. También ha sido descrito como caja negra de la política, por nombrar familiares de funcionarios y militantes de jóvenes PRO sin concurso y si experiencia en diferentes secretarias y reparticiones del Estado. Entre otros cuestionamientos a esa cartera, nombraron a un tuitero y militante del PRO, Nicolás Pechersky, como Director Nacional de Políticas y Desarrollo de Internet, con un sueldo de 80 mil pesos a pesar de no tener título secundario.
Durante el funcionamiento del ministerio se generó un crecimiento sin precedentes desde el retorno de la democracia de funcionarios políticos con rangos de ministros, secretarios y subsecretarios. Las secretarías de Estado pasaron de 71 el 10 de diciembre de 2015 a 88 al 31 de marzo. En el primer año de funcionamiento hubo el crecimiento es de alrededor del 23% en designaciones políticas en el estado y la creación vía decretos de 80 nuevas direcciones nacionales y 240 nuevos cargos de directores y coordinadores.
Su director ha sido criticado por crear 4 secretarías, 9 subsecretarías, 19 direcciones y oficinas nacionales, y casi 90 coordinaciones, y por colocar a su esposa en un puesto público sin que medie concurso público. Hay más de una docena de casos de parientes de funcionarios del gobierno de Macri que accedieron a cargos públicos o tuvieron reacomodamientos en el Estado. También ha sido criticada la designación sin concurso de decenas de militantes del PRO y de la agrupación "La Generación", que logró copar el Ministerio de Modernización y sus militantes ganan sueldos de hasta 80 mil pesos por mes.

### Competencias
De acuerdo al Decreto 13/2015, las competencias del Ministerio de Energía y Minería eran «asistir al Presidente de la Nación y al Jefe de Gabinete de Ministros, en todo lo inherente al empleo público, a la innovación de gestión, al régimen de compras…» El  ministerio ha sido descrito como caja negra de la política por diversos medios,  por nombrar familiares de funcionarios y militantes de jóvenes PRO sin concurso y si  experiencia en diferentes secretarias y reparticiones del Estado. y la designación de familiares de políticos de Cambiemos en puestos clave

## Nómina de Ministros
| N.º | Ministro              | Partido | Partido               | Periodo                                           | Presidente     |
| --- | --------------------- | ------- | --------------------- | ------------------------------------------------- | -------------- |
| 1   | Andrés Horacio Ibarra |         | Propuesta Republicana | 10 de diciembre de 2015 - 5 de septiembre de 2018 | Mauricio Macri |